# Ella Hughes
Ella Hughes (Southampton, Inglaterra; 13 de junio de 1995) es una actriz pornográfica y modelo erótica británica.

## Biografía
Nació en junio de 1995 en Southampton, ciudad del sureste de Inglaterra, en el seno de una familia con ascendencia británica e irlandesa. Estudió en la Universidad de Southampton Solent, donde comenzó sus estudios de Derecho. Fue en su época de estudiante cuando comenzó a trabajar como camgirl para conseguir un plus económico y poder costear sus estudios, aunque tenía una beca de la Universidad.
Con su trabajo de camgirl, desarrolló su carrera como productora de contenido web y creó su propia empresa. Abandonó sus estudios de Derecho y comenzó a trabajar como modelo erótica, apareciendo en diversas publicaciones como Escort y Razzle. En 2015 debutó como actriz pornográfica, a los 20 años de edad.
Como actriz ha trabajado para productoras europeas y estadounidenses como Daring, Wankz, Brazzers, Blacked, Mofos, Digital Playground, Video Marc Dorcel, Tushy, Pure XXX Films, Vixen, Private o Archangel, entre otras.
Además de su faceta como actriz pornográfica, ha aparecido como extra en la serie de televisión Juego de Tronos. Su compatriota, también actriz, Samantha Bentley fue compañera extra suya. Hughes apareció como una prostituta de Volantis en el episodio The Broken Man de la sexta temporada. Curiosamente, Hughes también participaría en la parodia pornográfica de la serie, Queen Of Thrones. También participó en el documental de la BBC Sex Map of Britain..
En los años 2017 y 2018 consiguió sendas nominaciones en los Premios AVN en la categoría de Mejor escena de sexo en producción extranjera por las películas Lost in Brazzers y Bulldogs, respectivamente.
En 2019 se alzó con el Premio XBIZ a la Artista femenina extranjera del año.
Ha aparecido en más de 280 películas como actriz.
Otras películas de su filmografía son As Natural As They Cum, Cuckold Lives, Ella The Sex Addict, Infernal, Lusty Bitches, Office Nymphs 2, Posh Girls, Sex, Brits and Rock N' Roll, Sherlock - A XXX Parody o Swinging Couples.

## Premios y nominaciones
| Año  | Ceremonia                   | Resultado | Premio                                                       | Trabajo                                |
| ---- | --------------------------- | --------- | ------------------------------------------------------------ | -------------------------------------- |
| 2015 | Premios UKAP                | Ganadora  | Debutante femenina del año                                   | —                                      |
| 2016 | Premios UKAP                | Ganadora  | Artista femenina del año                                     | —                                      |
| 2017 | Premios AVN                 | Nominada  | Mejor escena de sexo en producción extranjera                | Lost in Brazzers                       |
| 2017 | Premios UKAP                | Ganadora  | Artista femenina del año                                     | —                                      |
| 2018 | Premios AVN                 | Nominada  | Mejor escena de sexo en producción extranjera                | Bulldogs                               |
| 2018 | Premios UKAP                | Nominada  | Artista femenina del año                                     | —                                      |
| 2018 | Spank Bank Awards           | Nominada  | Cosplay Queen                                                | —                                      |
| 2018 | Spank Bank Awards           | Nominada  | Group / Orgy Maestro of the Year                             | —                                      |
| 2018 | Spank Bank Awards           | Nominada  | Ravishing Redhead of the Year                                | —                                      |
| 2019 | Premios AVN                 | Nominada  | Artista femenina extranjera del año                          | —                                      |
| 2019 | Premios AVN                 | Nominada  | Mejor escena de sexo en producción extranjera                | How I Fucked Your Mother: A XXX Parody |
| 2019 | Premios AVN                 | Nominada  | Mejor escena de sexo lésbico grupal en producción extranjera | Tina Sex Addict                        |
| 2019 | Premios XBIZ                | Ganadora  | Artista femenina extranjera del año                          | —                                      |
| 2019 | Premios XBIZ Europa         | Ganadora  | Estrella Crossover internacional                             | —                                      |
| 2019 | Premios XBIZ Europa         | Ganadora  | Mejor actriz                                                 | Uninvited                              |
| 2019 | Spank Bank Awards           | Nominada  | European Enchantress of the Year                             | —                                      |
| 2019 | Spank Bank Awards           | Nominada  | Most Beautiful Seductress                                    | —                                      |
| 2019 | Spank Bank Awards           | Ganadora  | Porn's 'It' Girl                                             | —                                      |
| 2019 | Spank Bank Awards           | Nominada  | Prettiest Girl In Porn                                       | —                                      |
| 2019 | Spank Bank Awards           | Nominada  | Pretty In Pink                                               | —                                      |
| 2019 | Spank Bank Awards           | Nominada  | Ravishing Redhead of the Year                                | —                                      |
| 2019 | Spank Bank Awards           | Nominada  | Reverse Cowgirl Connoisseur of the Year                      | —                                      |
| 2019 | Spank Bank Technical Awards | Ganadora  | Rightful Heir of the Iron Throne                             | —                                      |
| 2020 | Premios AVN                 | Nominada  | Mejor actriz de reparto                                      | Uninvited                              |
| 2020 | Premios AVN                 | Ganadora  | Mejor escena de sexo en producción extranjera                | Blacked Raw V15                        |
| 2020 | Premios XBIZ                | Nominada  | Artista femenina extranjera del año                          | —                                      |
| 2020 | Premios XBIZ Europa         | Nominada  | Artista femenina del año                                     | —                                      |
| 2020 | Premios XBIZ Europa         | Nominada  | Mejor escena de sexo glamcore                                | Anal Threesomes 7                      |
| 2024 | Premios AVN                 | Nominada  | Mejor escena de sexo anal internacional                      | Space Junk                             |
| 2024 | Premios AVN                 | Nominada  | Mejor escena de sexo en producción extranjera                | Space Junk                             |
| 2025 | Premios AVN                 | Ganadora  | Mejor escena de sexo anal internacional                      | Scandalous                             |